# Inoslav Bešker
Inoslav Bešker (Zagreb, 30. siječnja 1950. – Rim, 29. lipnja 2023.) bio je hrvatski novinar, filolog i sveučilišni profesor. Živio je i radio u Rimu.

## Životopis
Inoslav Bešker maturirao je u Klasičnoj gimnaziji »Natko Nodilo« u Splitu, diplomirao novinarstvo na Fakultetu političkih znanosti u Zagrebu, doktorirao poredbenu slavistiku na Sveučilištu u Milanu.
Bio je dopisnik Jutarnjeg lista. U novinarstvu je bio od 1967. Radio je za Omladinski tjednik, Polet, Pitanja, Studentski list, Telegram, Start, Slobodnu Dalmaciju, Vjesnik, BBC, Radio 101 i druge. Obnašao je dužnost diretora CDD-a, nakladnika Poleta i Pitanja sredinom sedamdesetih. Bio je članom Savjeta časopisa Novi Plamen za vrijeme njegova izlaženja. 
Bio je redoviti profesor kroatistike na Sveučilištu u Splitu od 2013. Bio je profesor slavistike na Orijentalnom sveučilištu u Napulju, na Sveučilištu La Sapienza u Rimu, te na Sveučilištu u Bologni. Predavao je istraživačko novinarstvo na Sveučilištu u Zagrebu. Na Sveučilištu u Dubrovniku bio je od 2013. do 2023. profesor novinarstva i komunikologije.
Inoslav Bešker preminuo je 29. lipnja 2023. godine u Rimu nakon kratke i teške bolesti. Izraze sućuti obitelji su izrazili hrvatski visoki državni dužnosnici, premijer, predsjednik Sabora, ministrica Kulture i medija te sveučilišta i medijske kuće s kojima je Inoslav Bešker surađivao.

U rujnu 2023. godine održan je memorijalni skup posvećen životu i profesionalnom radu Inoslava Beškera. Skup je održan u Interuniverzitetskom centru u Dubrovniku. Predavanja na skupu su se bavila različitim aspektima djelovanja Inoslava Beškera u medijima, a dio skupa je bio određen enciklopedističkoj i leksikografskoj aktivnosti Inoslava Beškera te njegovoj znanstvenoj i nastavnoj karijeri, uključujući njegova predavanja na Sveučilištima u Zagrebu, Splitu i Dubrovniku, te uvođenje novih kolegija uz pisanje i uređivanje znanstvenih djela i udžbenika.

## Nagrade
- Nagrada »Otokar Keršovani«, za životno djelo u novinarstvu[13]
- Nagrada Slobodne Dalmacije za životno djelo u novinarstvu[14]
- Nagrada Miljenko Smoje, za novinara godine 2002.
- Nagrada HND Marija Jurić Zagorka, za novinara godine 2002., za najbolji komentar u tisku 2002., za najbolji komentar na internetu 2006.[13]
- Nagrada Calabria, za dopisničko novinarstvo 1996.[6]
- Nagrada Kiklop, za knjigu Filološke dvoumice' '2007.
- Nagrada HHO Joško Kulušić, za zaštitu ljudskih prava, 2016.[15]
- Nagrada Otto von Habsburg 2015.[16]

## Vanjske poveznice

### Sestrinski projekti
|  | Wikicitati imaju zbirke citata o temi Inoslav Bešker |

### Mrežna mjesta
- LZMK / Hrvatska enciklopedija: Bešker, Inoslav
- Inoslav Bešker  Arhivirana inačica izvorne stranice od 19. veljače 2017. (Wayback Machine), projekt »Tko je tko u hrvatskoj znanosti«, Knjižnice Instituta Ruđera Boškovića.